# 温斯顿·丘吉尔大道

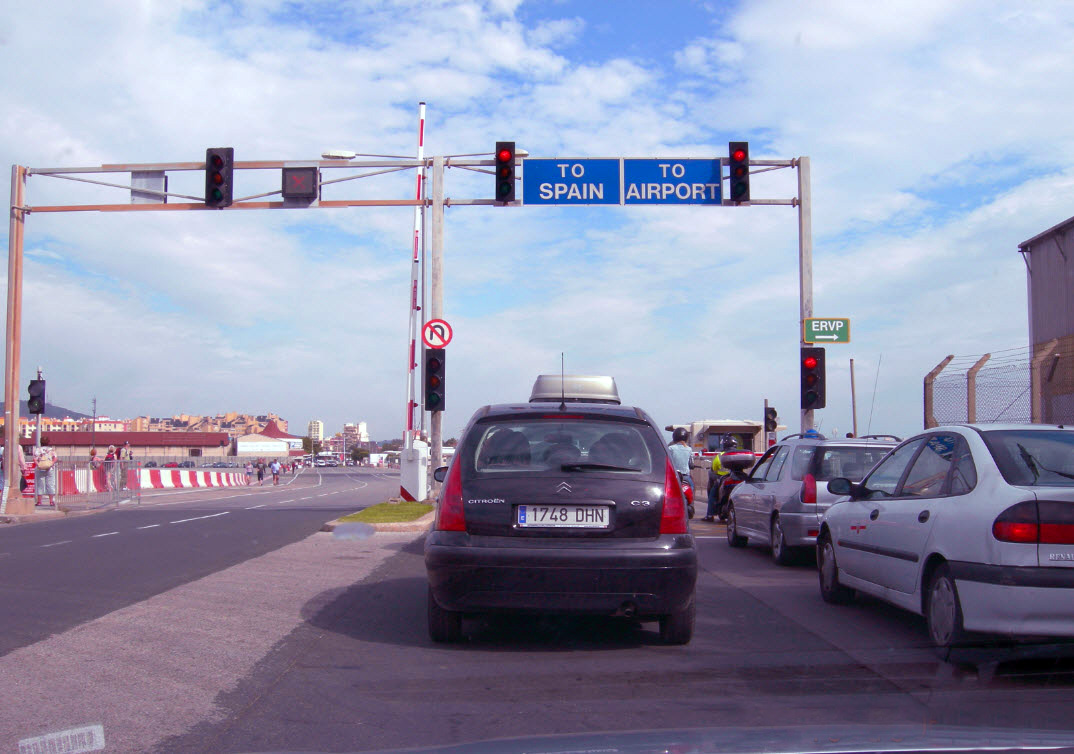
温斯顿·丘吉尔大道与直布羅陀機場跑道交叉点的安全护栏前

温斯顿·丘吉尔大道（英語：Winston Churchill Avenue）是英国海外属地直布罗陀的一条干道。
温斯顿·丘吉尔大道与西班牙领土连接，是出入直布罗陀的唯一道路。在海关另一侧，这条道路为西班牙的双线公路（西班牙語：Autovía）CA-34（前国道N-351）。
大道穿越直布羅陀機場并与其跑道平交。

## 概要
温斯顿·丘吉尔大道北端点为直布罗陀与西班牙的边界线，在維多利亞球場旁穿过直布罗陀机场唯一的一条跑道。当跑道上有飞机起降时，栏杆会降下，暂时封闭道路，每次封闭持续10分钟到2小时。直布罗陀机场一般每天有三班客机，繁忙时多达七班。
2009年，直布罗陀政府宣布将建设一条新的公路，停止机动车对跑道的穿越，从而减少拥堵。配合直布罗陀机场的扩展项目，新的双线公路将会通过350米长的隧道穿过机场跑道的东端，连接海关检查点和恶魔塔路（Devil's Tower Road）。

## 弗拉维奥行动
1988年，当时位于温斯顿·丘吉尔大道上的壳牌石油加油站是被称为弗拉维奥行动的一次英军军事行动的发生地。3月6日，一个特种空勤团小组射杀了三名临时爱尔兰共和军（IRA）一个小队的成员：丹尼·麦肯、肖恩·萨维奇和梅雷亚德·法瑞尔，他们当时正在步行前往西班牙。三人被怀疑计划在直布罗陀总督官邸“修道院”（The Convent）前使用汽车炸弹袭击英国军乐队成员。在随后的对死者的调查中，特种空勤团成员表示这三人有武器，且他们能够远程引爆疑似的炸弹。他们死亡的合理性在欧洲人权法院的诉讼中受到了质疑，但最终裁定是合法的。

## 图集

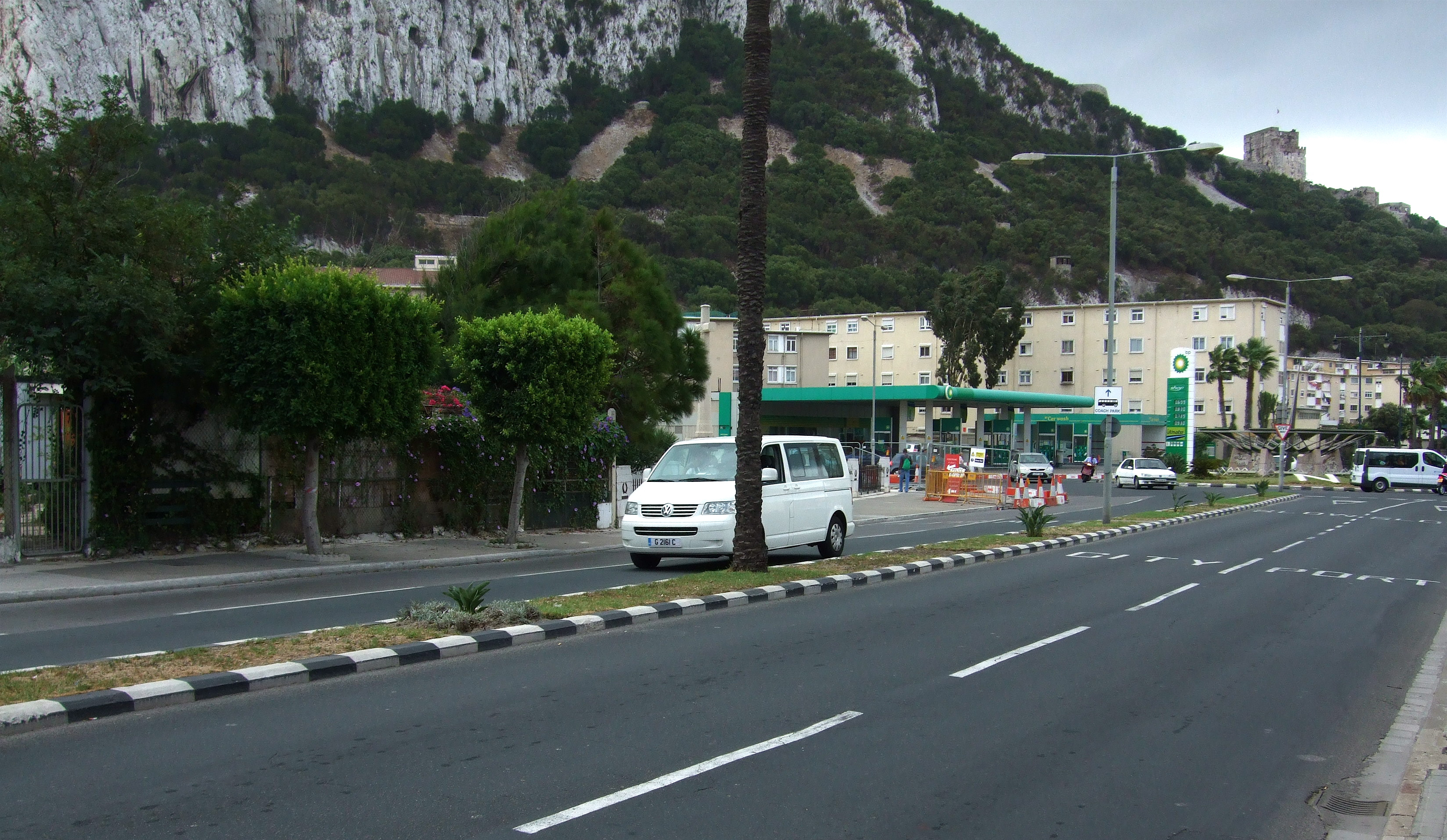
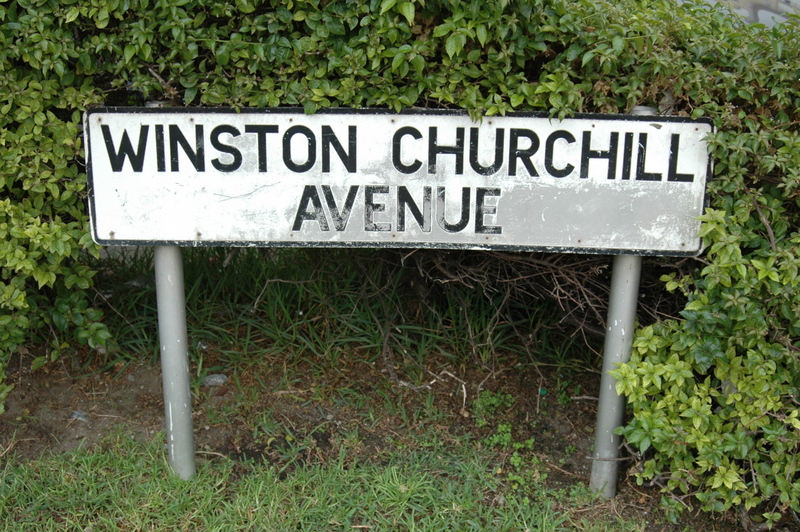
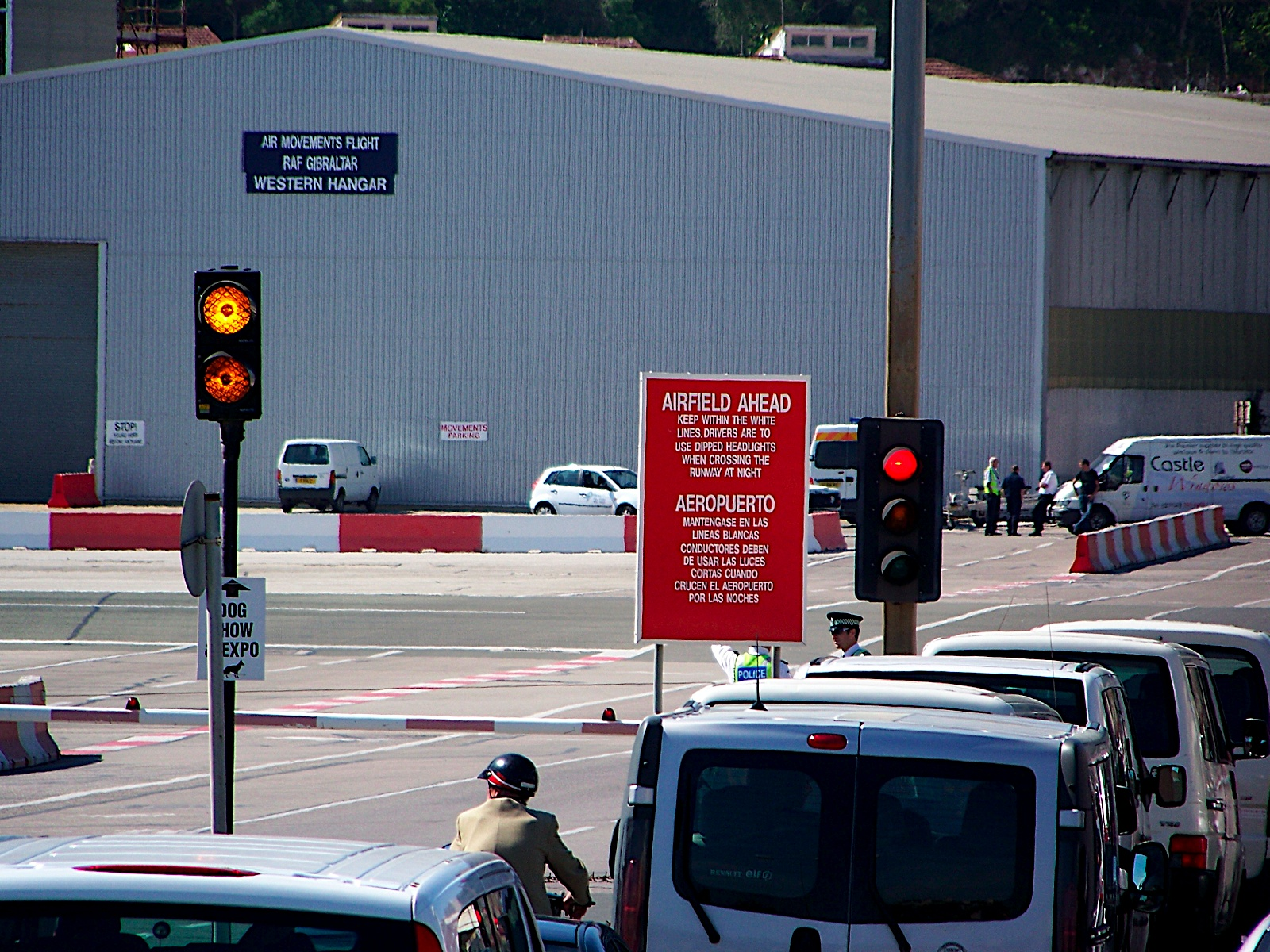
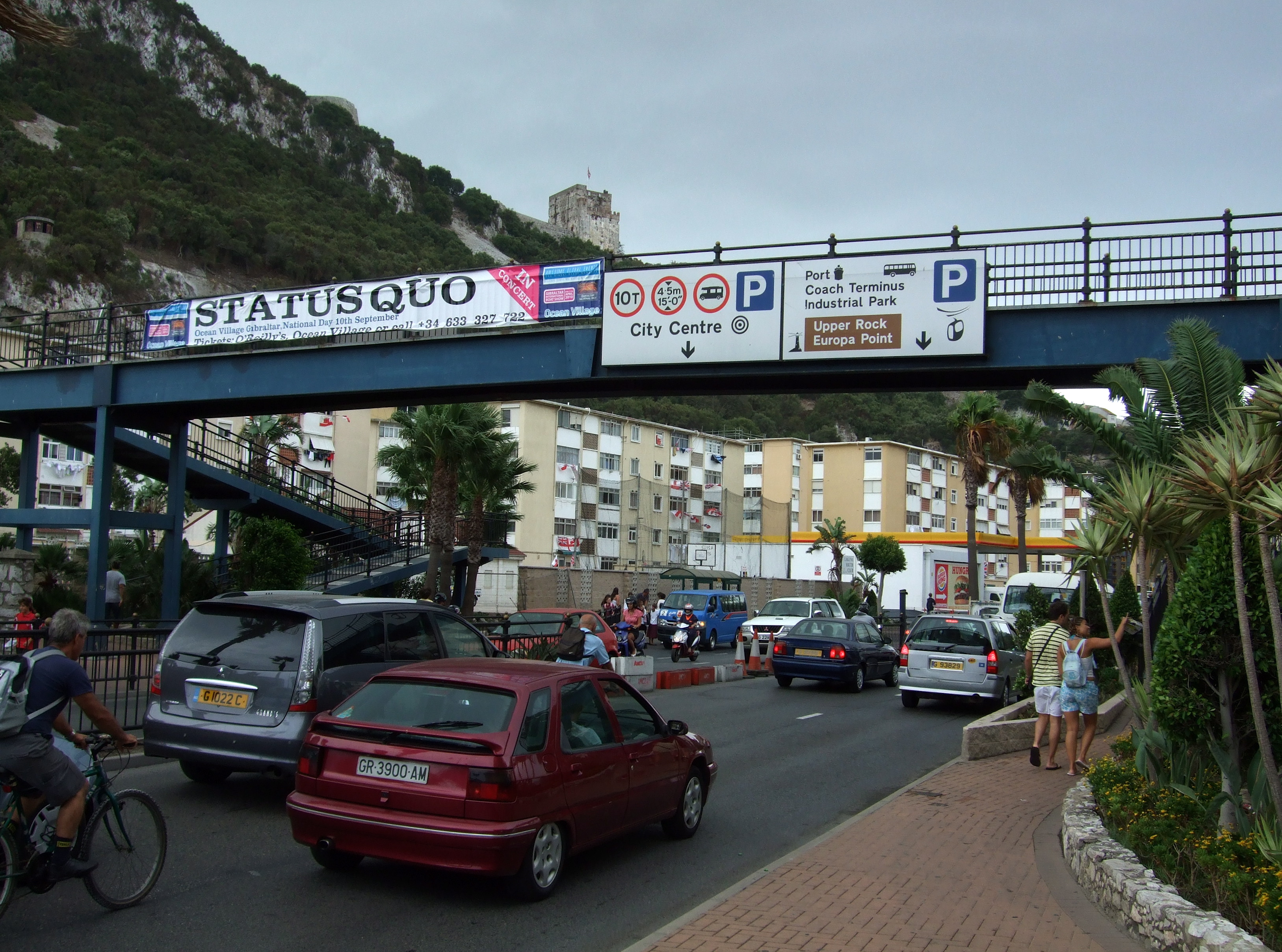